# Маврович, Желько
Желько Маврович (хорв. Željko Mavrović; 17 февраля 1969, Загреб) — югославский и хорватский боксёр тяжёлой весовой категории. В конце 1980-х — начале 1990-х годов боксировал на любительском уровне, участник двух летних Олимпийских игр, чемпион Средиземноморских игр, победитель многих турниров национального значения. В период 1993—1998 годов выступал среди профессионалов, владел титулом чемпиона Европы по версии ЕБС, был претендентом на титул чемпиона мира по версии ВБС.

## Биография
Желько Маврович родился 17 февраля 1969 года в Загребе, Социалистическая Федеративная Республика Югославия (ныне Хорватия).

### Любительская карьера
Впервые заявил о себе в сезоне 1988 года, когда попал в основной состав югославской национальной сборной и благодаря череде удачных выступлений удостоился права защищать честь страны на летних Олимпийских играх в Сеуле. Тем не менее, провёл на Играх всего лишь один поединок, уже в первом бою тяжёлой весовой категории проиграл со счётом 0:5 корейцу Пэк Хён Ману, который в итоге стал серебряным призёром олимпийского турнира.
В 1989 году Маврович выступил на чемпионате Европы в Афинах, где раздельным решением судей проиграл немцу Акселю Шульцу, а также на чемпионате мира в Москве, где на стадии 1/8 финала потерпел поражение от советского боксёра Евгения Судакова. В 1991 году стал чемпионом Югославии в категории до 91 кг, после чего завоевал золотую медаль на Средиземноморских играх в Афинах и побывал на европейском первенстве в Стокгольме, где был остановлен голландцем Арнольдом Вандерлиде.
Когда Хорватия отделилась от Югославии, Маврович начал представлять хорватскую национальную сборную. Так, в 1992 году он благополучно прошёл квалификацию на Олимпийские игры в Барселоне — на сей раз сумел выиграть стартовый поединок, но во втором бою со счётом 6:9 проиграл американцу Дэниелу Николсону и лишился тем самым всяких шансов на попадание в число призёров.

### Профессиональная карьера
В марте 1993 года Желько Маврович начал карьеру профессионального боксёра, проводил бои преимущественно в Германии, изредка появлялся на американских рингах. В течение первых двух лет провёл семнадцать победных поединков, в том числе взял верх над такими сильными американцами как Дэвид Бэй, Джеймс Притчард, Марион Уилсон. В 1994 году завоевал титул международного чемпиона Германии, нокаутировав россиянина Олега Савенко.
Поднявшись в рейтингах, в апреле 1995 года Маврович удостоился права оспорить титул чемпиона Европейского боксёрского союза в тяжёлом весе и успешно завоевал его, победив своего соперника техническим нокаутом в одиннадцатом раунде. Впоследствии шесть раз защитил полученный чемпионский титул, в том числе им были побеждены поляк Пшемислав Салета и британец Джулиус Фрэнсис. В 1995 и 1997 годах дважды признавался лучшим спортсменом Хорватии.
Имея в послужном списке 27 побед без единого поражения, в 1998 году Маврович стал обязательным претендентом на титул чемпиона мира по версии Всемирного боксёрского совета в тяжёлой весовой категории, который на тот момент принадлежал британцу Ленноксу Льюису. В итоге хорватский претендент выглядел в бою с великим чемпионом довольно неплохо, в седьмом раунде ему даже удалось потрясти Льюиса, однако добить своего соперника он не сумел и проиграл единогласным решением судей. Льюис назвал этот поединок самым трудным в карьере, отметив высочайший уровень подготовки Мавровича, его ловкость и мотивацию.
После поражения от Леннокса Льюиса Маврович больше ни разу не выходил на ринг в качестве профессионального боксёра, хотя попытки возобновления спортивной карьеры предпринимались им неоднократно. Поединки каждый раз срывались из-за травм хорватского боксёра. Так, в 1999 году планировался бой против Хасима Рахмана, но Маврович из-за травмы не смог принять в нём участие и был заменён Олегом Маскаевым. На апрель 2013 года планировалось его возвращение в спорт в поединке с сербским бойцом первого тяжёлого веса Энадом Личиной, но незадолго до поединка хорват получил перелом ребра — бой сначала перенесли, а затем и вовсе отменили.

### Вне ринга
Маврович в течение некоторого времени работал в Хорватской федерации бокса, в частности был одним из организаторов юниорского чемпионата Европы 2014 года в Загребе. На турнире произошёл громкий скандал, когда проигравший хорватский боец Видо Лонцар яростно набросился на рефери и был за это дисквалифицирован пожизненно.
Покинув ринг, Маврович довольно успешно занимался сельскохозяйственным бизнесом, владел магазином экологически чистых продуктов в городе Пожега.